# شصت‌چهار ضلعی وجهی

شصت‌چهار ضلعی وجهی

‎در هندسه ، شصت‌چهار ضلعی وجهی (به انگلیسی: Deltoidal hexecontahedron) یک جسم کاتالان است که چند وجهی مزدوج لوزبیست‌دوازده‌وجهی ، یک جسم ارشمیدسی است.دارای ٦٠ وجه و ٦٢  رأس و ١٢٠ ضلع است.این چندوجهی یکی از شش جسم جسم کاتالان است که در بین رئوس آن مسیر همیلتونی وجود ندارد.
از نظر توپولوژیکی با سی لوزوجهی ستاره ای یکسان است.